# A Lármás család szereplőinek listája
Ez a lap A Lármás család, a Casagrande család, a Lármás család: A film, a Karácsony a Lármás házban és az igazi Lármás család szereplőit sorolja fel.

## A Lármás család

### A család
- Lármás Lincoln – A "Lármás család" főszereplője. Okos, 11 éves fiú (az 5. évadban 12 éves lesz), ám néha mégis bajba keveredik. Sokszor a lánytestvérei próbálnak segíteni neki, ám ezt Lincoln nem szereti.
- Lármás Lori – A legidősebb a családban. 17 éves (az 5. évadban 18 éves lesz), és, mint a legtöbb tini, imád a telefonján lógni és a barátjával Bobbyval beszélgetni. Utálja, ha (Leni kivételével) bárki bemegy a szobájába, és azt is, ha Lincoln üzenetet küld neki. Szeret golfozni. Az Aki mer, az nyer c. részben kiderül, hogy ő felügyeli a házat, amíg a szülők távol vannak.
- Lármás Leni – Leni nem pont a legokosabb a családban, de mégis mindig vidám. 16 éves (az 5. évadban 17 éves lesz). Nagyon ért a divatokhoz és erősen fél a pókoktól. A Pillangó Effektus c. részben a fejére zuhanó tárgyak miatt szuper okos lesz, ami miatt elhagyja a családot, hogy a Harvard Egyetem tanulója legyen.
- Lármás Luna – A 15 éves (az 5. évadban 16 éves lesz) lány, aki imád zenélni. A bálványa Mick Swagger. Mielőtt a rockzene iránt érdeklődött, Luna félénk, szelíd és klasszikus lány volt, akit elsősorban a klasszikus zene érdekel. Gyermekként Luna nem alakult ki a rockzene iránti szenvedélyében, amíg csak 9 éves volt. Első koncertje után érdeklődést mutatott a rockzene iránt.
- Lármás Luan – A humorista a családban. 14 éves (az 5. évadban 15 éves lesz), ám már igazi weboldalt (Harsány kacaj) üzemel. Imádja a favicceket, a szójátékokat és mindenféle viccet. A vicces videók készítésében is megállja a helyét, van egy hasbeszélő bábja Kókusz-kobak. Az Április bolondja c. részben derül ki, hogy április 1-jén, vagyis bolondok napján teljesen megváltozik, és olyan csapdákat helyez el a ház minden pontján, ami már-már életveszélyes.
- Ifjabb. Lármás Lynn – Igazi sportoló a családban. Imád mindenféle sportot. Legyen az foci, kosárlabda, gyeplabda. Néha vadállatként viselkedik. 13 éves (az 5. évadban 14 éves lesz). A Pillangó Effektus c. részben kiderül, hogy Lisa szokta korrepetálni.
- Lármás Lucy – Lucy egy ijesztő emó/gót lány a családban. 8 éves (az 5. évadban 9 éves lesz), ám imádja a vámpírokról szóló filmeket, a vámpírokat, verset költeni, a sötétséget, a hirtelen előbukkanásokat. Szemét soha nem, láthatjuk a haja miatt, (ami eltakarja) de fura okokból mégis lát. A Ha eldugult, dugulj el! c. részben kiderült, hogy néha besokall neki a sok sötétség, így esténként a fürdőszobában üldögélve a Lady Lovacska c. könyvet olvasgatja.
- Lármás Lana – Lana egy 6 éves (az 5. évadban 7 éves lesz) fiús lány aki imádja az állatokat, köztük Ugrit, a békáját. Szeret kukázni, állatokat gondozni és játszani a sárban.
- Lármás Lola – Lana ikertestvére, szintén 6 éves (az 5. évadban 7 éves lesz) mint ő. Lola egy igen maximalista lány, ha a szépségéről van szó. Egy szobán osztoznak Lanával. Mindig úgy viselkedik, mint egy szépségkirálynő, néha pedig úgy mint egy gonosz.
- Lármás Lisa – A legokosabb gyermek a családban. Mindössze 4 éves (az 5. évadban 5 éves lesz), de az esze vág, mint a penge. Sokszor kísérletezik, ám ezek néha nyomot hagynak. A nyélbe ütött ügy c. részben kiderül, hogy van egy Junior Nobel-díja.
- Lármás Lily – A legfiatalabb gyermek a családban. 1 éves és 3 hónapos (az 5. évadban 2 éves lesz). Imád csupaszon rohangálni és dobálgatni a pelenkáját.
- Idősebb. Lármás Lynn – Lincoln és a lányok édesapja. Szakácsként tevékenykedik, ám főztjei nem mindig bizonyulnak a legínycsiklandóbbaknak. Odavan a nyakkendőkért, és szeret kolompon játszani. Az 1. évadban még nem láthattuk  az arcát de a 2. évadtól már igen.
- Lármás Rita – Lincoln és a lányok édesanyja. Egy könyvön dolgozik, amiben folyamatosan megváltoztat mindent.  Fogorvosként is tevékenykedik. Az 1. évadban még nem láthattuk az arcát de a 2. évadtól már igen.

### Egyéb családtagok
- Albert Reynolds – Lincoln és a lányok nagyapja, Rita édesapja aki még a magyar változatban csak említésként szerepel a Házimeló és béke c. részben, ám először A falazás c. részben láthatjuk megjelenítve.
- Myrtle – Albert barátnője, akik a gyerekek eleinte furcsáll, de később nagyon megszeretik. Az Insta-nagyi c. részben jelenik meg először.
- Ruth néni – Albert lánytestvére, Rita nagynénje illetve Lincoln és a lányok nagy nagynénje, egy házban él rengeteg macskával és 11 lábujja van. A család minden tagja (kivéve Rita) utálnak hozzá jönni, mert megnézett velük csomó macskás képet, csak lejárt kajái vannak, mindig Lincolnt szolgáltatja stb. A két lakli, és egy bébi c. részben jelenik meg először.
- Lármás Leonard – Idősebb Lynn édesapja, Lincoln és a lányok másik nagyapja.

### Lármás háziállatok
- Charles – A Lármás család kutyája. Igen intelligens kutya. Fajtája: Amerikai pitbull terrier.
- Cliff – Cliff a Lármás család macskája.
- Walt – Walt egy kanárimadár. A Lármás család kanárija.
- Geo – Geo a Lármás család hörcsöge, aki burokban éli az életét.
- Ugri – Lana házi békája és a legjobb barátja.
- Izzy – Lana gyíkja.
- Patesz – Lana patkánya.
- El Diablo – Lana kígyója.
- Agyar – Lucy denevére.

### Lisa robotjai
- Mr. Reinforced Titanium Alloy Arms
- Todd

## A McBride család

### A család
- Clyde McBride – Lincoln legjobb barátja, akivel egy osztályba járnak. Fülig szerelmes Loriba (a 3.évad második felétől már nem mutat érdeklődést Lori iránt, amit az Átszellemülve c. rész bizonyít a legjobban). Mindig segít Lincolnnak, ahol tud.
- Howard és Harold McBride – Clyde meleg nevelőapjai. Ők mindent megtesznek Clyde épségéért. Az Újdonság a régiség c. részben kiderül, hogy szeretik, gyűjtik az antik tárgyakat. Az Overnight Success c. részben jelennek meg először.
- Gayle McBride – Clyde fogadott nagyanyja, Harold édesanyja. A Szobafoglalósdi c. részben jelenik meg először.

### McBride háziállatok
- Cleomacska – A McBride háztartás macskája. Az Április bolondja c. részben jelenik meg először.
- Nepurrcica – A McBride másik háztartás kismacskája. Az A kistesó c. részben érkezik a családhoz.

## A Santiago/Casagrande család

### A család
- Ronalda "Ronnie" Anne Santiago – A "Casagrande család" főszereplője. Egy 11 éves lány (az 5.évadba 12 éves lesz). Lincoln barátja, akit először ellentétek fűztek hozzá, ám később ő lesz Lincoln barátnője. Bobby húga. Szeret gördeszkázni.
- Roberto Alejandro Martinez-Millan Luis "Bobby" Santiago Jr. – Ronnie Anne bátyja. Lori barátja. 17 éves (az 5.évadba 18 éves lesz).
- Maria Casagrande-Santiago – Ronnie Anne és Bobby édesanyja, orvos. 43 éves.
- Arturo Santiago – Ronnie Anne és Bobby édesapja, Maria elvált férje, szintén orvosnak dolgozik Peruban.
- Rosa Casagrande – Ronnie Anne és Bobby nagyanyja, Maria és Carlos édesanyja, kiváló szakács. 63 éves.
- Hector Casagrande – Ronnie Anne és Bobby nagypapája, Maria és Carlos édesapja, jó zenész. 66 éves, de a Fellépés a Casagrande házban c. részben 67 éves lett.
- Carlos Casagrande – Ronnie Anne és Bobby nagybátyja, Maria bátyja. 45 éves.
- Frida Puga-Casagrande – Ronnie Anne és Bobby nagynénije, Carlos felesége, Maria sógórnője. 42 éves.
- Carlota Casagrande – Ronnie Anne és Bobby lány unokatestvére, Carlos és Frida lánya. Imádja a divatot. 17 éves.
- Carlos Jr. "C.J." Casagrande – Ronnie Anne és Bobby unokatestvére, Carlos és Frida fia, szeret kalózosat játszani. 13 éves.
- Carlino "Carl" Casagrande – Ronnie Anne és Bobby unokatestvére, Carlos és Frida fia. Fülig szerelmes Loriba. 8 éves.
- Carlitos Casagrande – Ronnie Anne és Bobby unokatestvére, Carlos és Frida fia. Szereti utánozni az embereket. 1 éves.

### Casagrande háziállatok
- Sergio – A Casagrande család papagája.
- Lalo – A Casagrande család kutyája, Fajtája: Angol masztiff.

### Egyéb családtagok
- Lupe mama – Rosa édesanyja, Maria és Carlos nagyanyja, Ronnie Anne, Bobby és az unokatestvérek a dédanyja. Nem szereti ha nem követik a mexikói hagyományokat.
- Paco – Lupe mama papagája, Segio unokatestvére
- Danny Puga – Frida édesapja, Ronnie Anne, Bobby és az unokatesóinak a másik nagyapja.

## A Chang család

### A család
- Sidney "Sid" Chang – Ronnie Anne legjobb barátnője. Madárhangokkal köszön Ronnie Anne-nek (olyan élethű madárhangokat ad, hogy a madarak már szinte kergetik őt).
- Stanley Chang – Sid apja, a metróban dolgozik.
- Rebecca "Becca" Chang – Sid anyja, az állatkertben dolgozik.
- Adelaide Chang – Sid kishúga
- Breki 2 – Adelaide új házi békája, miután az elöző békája elhunyt.

### Sid robotjai
- Reggeli bot

## Iskolák

### Royal Woods Általános iskola
- Wilbur T. Huggins – Az általános iskola igazgatója.
- Cheryl Ferrell – Az általános iskola titkárnője.
- Agnes Johnson – Az ötödik osztály tanára.
- Pacowski tanár úr –  Az általános iskola tesitanára.
- Norm –  Az általános iskola gondnoka.
- Patti nővér –  A általános iskola nővére.
- A temetkezési klub
  - Haiku –  Lucy osztálytársa, legjobb barátnője. Az iskolai temetkezési klubnak az elnöke.
  - Bertrand
  - Boris
  - Dante
  - Morpheus
  - Persephone
- Rocky Spokes – Lucy barátja. Rusty Spokes öccse. A Fekete esete c. részben jelenik meg először.

### Royal Woods Középiskola
- Ramirez igazgatónő – A középiskola igazgatója.
- Meryl Ferrell – A középiskola titkárnője, Cheryl ikerhúga.
- Mr. Bolhofner – A középiskola matek tanára.
- Pat séf – A középiskola szakácsa.
- Keck tanárnő – Az középiskola tesitanára.
- Mrs. Salter – A középiskola egyik tanára.
- Liam Hunnicutt – Lincoln és Clyde osztálytársa és jó barátja, egy tanyán él.
- Rusty Spokes – Lincoln és Clyde osztálytársa és jó barátja, Rocky Spokes bátyja.
- Zachary "Zach" Gurdle – Lincoln és Clyde osztálytársa és jó barátja, ő és a szülei hisznek az űrlényekben és hogy a kormány kémkednek utánuk.
- Stella Zhau – A Mi a menő? c. részben jelenik meg először, de csak a haját láthatjuk, A Szíven ütős fordulat c. részben már személyesen. Lincoln, Clyde, Liam, Rusty és Zach először versengenek a kegyeiért, ám később jó barátuk lesz.
- Lány Jordan – Lincoln és Clyde osztálytársa. Az ökológiai lábnyom c. részben jelenik meg először, nagyon jól kidobósozik és ultramenő bulikat szervez. Az osztályban kettő Jordan nevű tanuló van, ezért a lányt Lány Jordannek, a fiút Fiú Jordannek becézik. A "Rusty bajban"c. részben bemártja Rustyt, mert miatta kapta meg élete első egyesét, de végül elrendezik a helyzetet és kibékülnek
- Chandler McCann – Lincoln és Clyde osztályának vagány tanulója, aki általában szeret másokba belekötni.
- Margo Roberts – Lynn legjobb barátnője, odavan a sportokért. A Diákmunka c. részben jelenik meg először.
- Paula Price – Lynn másik legjobb barátnője, szintén odavan a sportokért, viszont meg van sérülve a lába. A Csont nélkül c. részben jelenik meg először.

### Royal Woods Gimnázium
- Rivers igazgatónő – A felsőiskola igazgatója, nehezen tud döntést hozni.
- Kate Bernardo – A felsőiskola színház tanára.
- Sam Sharp – Luna szerelme, barátnője. Szeret gitározni és rajong a rockért akárcsak Luna. Az L, mint lamúr c. részben jelenik meg először, öccsét Simon-nak hívják akit először a Macskaszitterek c. részben láthatunk.
- Benjamin "Benny" Stein – Luan barátja. Előszeretettel lép fel a színházban. Az L, mint lamúr c. részben jelenik meg először.
- Mazzy – Luna zenekarának a egyik tagja.
- Sully – Luna zenekarának a egyik tagja.
- Jackie
- Mandee

### Great Lakes Cesar Chavez Akadémia
- Valenzuela igazgatónő – Cesar Chavez Akadémia igazgatónője.
- Gina Galiano – Ronnie Anne és osztálytársainak tanárnője.
- Sameer – Ronnie Anne barátja a nagyvárosban. Szeret gördeszkázni és Cansasből származik.
- Casey – Ronnie Anne barátja a nagyvárosban. Akárcsak a többiek, ő is szeret gördeszkázni.
- Nikki – Ronnie Anne barátja a nagyvárosban. Szeret gördeszkázni.
- Laird – Nagyon ügyetlen fiú, aki sok balesetet szenved.
- Becky – Egy lány aki odavan a birkózásért, maga is űzi a sportot.

## Mellékszereplők

### A Lármás családban
- Bud Grouse – A Lármás család szomszédja. Kedvenc étele a lasagne, amit idősebb Lynn készít. A Házimeló és béke c. részben jelenik meg először.
- Phillip "Flip" Philipini – A Kicsi kocsi, pici poci üzletlánc vezetője. A Pillangó Effektus c. részben jelenik meg először.
- Mick Begörcs – Egy híres énekes, akit Luna imád. A Pillangó Effektus c. részben jelenik meg először.
- Hunter Spector – Lincoln és Clyde kedvenc sorozatának a JIA-nak a műsorvezetője. Szellemeket keres és kap el, amiről a műsor is szól. A Sötétben tapogatózva c. részben jelent meg először.
- Chester "Benga" Monk – Luna technikusa. A Családi projekt c. részben jelenik meg először.
- Katherine Mulligan – Televíziós riporter/bemondónő. A Pillangó Effektus c. részben jelenik meg először. A Scoop Snoop c. részben kiderül hogy együtt jár Rusty apjával.
- Kotaro – Idősebb Lynn barátja, akárcsak Idősebb Lynn ő is szeret kolompon játszani.
- Grant
- Rodney Spokes – Rusty és Rocky apja.
- Mr. Gurdle – Zach apja.
- Mrs. Gurdle – Zach anyja.
- Judy Zhau – Stella anyja.
- Ken Zhau – Stella apja, egyelőre csak említésekben hallható.
- Scoots – Egy idős néni aki egy Mozgássegítő kisautóval jár mindenhol, Albert egyik barátja. Sokszor úgy viselkedik mint egy gazember. Az Első koncert c. részben jelenik meg először.
- Bernie – Idősek otthona lakója. Albert barátja. A Nyughatatlan nyugdíjas c. részben jelenik meg először.
- Seymour – Idősek otthona lakója. Albert barátja. Bal szemgolyója, ahogy ő fogalmazna, önálló életet él. A Nyughatatlan nyugdíjas c. részben jelenik meg először.
- Ms. Carmichael – A pláza igazgatója, Leni főnöke.
- Fiona -
- Miguel -
- Carol Pingrey – Lorival egy idős. Először vetélytársak voltak egymással, de az Ezért még szelfizetsz c. részben barátnők lettek. A Tökéletes kép c. részben jelenik meg először.
- Becky – Lori és Leni barátnője, aki a Mérlegen az igazság c. részben Lenivel piknikezni megy. A Tuti buli c. részben jelenik meg először.
- 'Niblick tanár úr

### A Casagrande családban
- Mr. Scully – A Casagrande lakás főbérlője.
- Margarita – Bobby (Hector) boltjának törzsvásárlója. Fodrászként tevékenykedik.
- Maybelle – Bobby (Hector) boltjának törzsvásárlója. Rengeteg dolgot szokott venni. Szereti a mangót.
- Mr. Nakamura – A Casagrande családdal egy emeletes házban lakik, aki egy Nelson névre keresztelt Bearded collie tulajdonosa.
- Cory Nakamura – Mr. Nakamura fia, szeret videójátékozni.
- Miranda – Szeret Footbaget játszani. Ezt a sportot az emeletes ház tetején űzi.
- Mrs. Flores – Bobby (Hector) boltjának törzsvásárlója.
- Alexis Flores – Mrs. Flores fia, szeret tubán játszani.
- Mrs. Kernicky – A Casagrande családdal egy emeletes házban lakik, Egy sportos nő, aki Bobby (Hector) boltjának törzsvásárlója.
- Par – Bobby (Hector) boltjának beszállítója.
- Vito Filliponio – Hector barátja, ismerőse. Egy pletykából kiderül, hogy fehéríti a fogát. Bobby (Hector) boltjának törzsvásárlója. Van két tacskója, Nagy Tony, aki szeret mókusokat kergetni és Kicsi Sal, aki macskának hiszi magát.
- A 12 éjszaka
  - Yoon Kwan
  - Wo Yeon
  - Jin
  - Jun-Soo
  - Han
- Sancho – Egy sérült fél lábú galamb, Sergio egyik barátja.
- Bruno – Hot dog árus a városban.
- Romeo
- Reizouko – Egy szumó bajnok

## Szinkronhangok/Szinészek
| Szereplő                                       | Eredeti hang (Animációs) | Szinész (Élőszereplős)                                                                   | Magyar hang | Magyar hang | Magyar hang                            |
| Szereplő                                       | Eredeti hang (Animációs) | Szinész (Élőszereplős)                                                                   | A Lármás család | A Casagrande család                                                                                               | Az igazi Lármás család                 |
| A Lármás család                                | A Lármás család | A Lármás család                                                                          | A Lármás család | A Lármás család                                                                                                   | A Lármás család                        |
| ---------------------------------------------- | --- | ---------------------------------------------------------------------------------------- | --- | --- | -------------------------------------- |
| Lármás Lincoln Albert                          | Sean Ryan Fox (Pilot) Grant Palmer (1x01a-tól – 1x22b-ig) Collin Dean (1x23a-tól – 3x18a-ig) Jackson Petty (énekhang, 3x17) Tex Hammond (ALC3x18b-től – 4x21b-ig, AAC:1x04b) Asher Bishop (ALC:4x23a-tól – 6x03a-ig, ACC:1x19-töl – 2x13b-ig) Bentley Griffin (ACC:3x10a, ALC:6x04-töl – 7x13b-ig) Sawyer Cole (ALC:7x15b-től) Nick Fisher (ALC:9x13-tol) | Wolfgang Schaeffer                                                                       | Ács Balázs Molnár Olivér (énekhang, 3x17, 5x01 és 5x12b) Vida Bálint (első mozifilm) Tóth Csanád (1x09a, 1x16a, 1x19a, 1x20, 2x01)              | Ács Balázs | Kovács András Bátor (KALH) Tóth Csanád |
| Lármás Lori                                    | Catherine Taber | Lexi DiBenedetto                                                                         | Solecki Janka (ALC:1x12b-ig) Pekár Adrienn (ALC:1x13a-tól)                                                                                      | Kardos Eszter (ACC:1x08a – 1x10b) Pekár Adrienn (ACC:1x19-töl)                                                    | Pekár Adrienn Fritz Éva (AzILC:1x20)   |
| Lármás Leni                                    | Liliana Mumy | Dora Dolphin (KALH) Eva Carlton                                                          | Csuha Borbála Pekár Adrienn (ALC:2x11a) | Csuha Borbála | Csuha Borbála                          |
| Lármás Luna                                    | Nika Futterman | Sophia Woodward                                                                          | Dobó Enikő | Dobó Enikő | Dobó Enikő                             |
| Lármás Luan                                    | Cristina Pucelli | Catherine Ashmore Bradley                                                                | Lamboni Anna (3x13a-ig) Molnár Ilona (3x16a-tól)                                                                                                | Molnár Ilona | Molnár Ilona                           |
| Ifjabb. Lármás Lynn                            | Jessica DiCicco | Morgan McGill (KALH) Annaka Fourneret                                                    | Pekár Adrienn (1x12b-ig) Solecki Janka (1x13a-tól)                                                                                              | Solecki Janka | Engel-Iván Lili                        |
| Lármás Lucy                                    | Jessica DiCicco | Aubin Bradley                                                                            | Nagy Katica | Nagy Katica | Dolmány-Bogdányi Korina                |
| Lármás Lana                                    | Grey Griffin | Mia Allan                                                                                | Hermann Lilla | Hermann Lilla | Nagy Zselyke                           |
| Lármás Lola                                    | Grey Griffin | Ella Allan                                                                               | Laudon Andrea | Laudon Andrea | Blazsó Regina                          |
| Lármás Lisa                                    | Lara Jill Miller | Lexi Janicek                                                                             | Nemes Takách Kata | Nemes Takách Kata (AAC: 1x19) ? (ACC: 3x15a)                                                                      | Romet Alíz Bak Julianna (EILH)         |
| Lármás Lily                                    | Grey Griffin | Charlotte Ann Tucker és Lainey Jane Knowles (KALH) August Michael Peterson és Emily Ford | Sipos Eszter Anna | Sipos Eszter Anna                                                                                                 | Sipos Eszter Anna                      |
| Idősebb. Lármás Lynn                           | Brian Stepanek | Brian Stepanek                                                                           | Holl Nándor | Király Adrián (ACC:1x19) ? (énekhang)                                                                             | Holl Nándor                            |
| Lármás Rita                                    | Jill Talley | Muretta Moss (KALH) Jolie Jenkins                                                        | Ősi Ildikó | Dögei Éva (ACC:1x19)                                                                                              | Ősi Ildikó                             |
| Albert Reynolds                                | Fred Willard (4.évadig) Christopher Swindle (5x09b) Piotr Michael (5x25a-ig) | Bill Southworth                                                                          | Várday Zoltán (3.évadig) Bartók László (4x10b) Forgács Gábor (4. évadtól) ? (5x09b) Botár Endre (6x22a)                                         | Nem szerepel | Fehér Péter                            |
| Myrtle                                         | Jennifer Coolidge Alex Cazares (második mozifilm) | Nem szerepel                                                                             | Halász Aranka | Nem szerepel | Nem szerepel                           |
| Ruth néni                                      | Grey Griffin | Nem szerepel                                                                             | Halász Aranka | Nem szerepel | Nem szerepel                           |
| Lármás Leonard                                 | Rick Zieff | Nem szerepel                                                                             | Király Adrián (5x18) Borbiczki Ferenc (6x10-től)                                                                                                | Nem szerepel | Nem szerepel                           |
| Lármás Lance                                   | Rob Riggle | Nem szerepel                                                                             | Varga Rókus (7x17 & 8x02b) ? (8x09a) | Nem szerepel | Nem szerepel                           |
| Lármás Sharon                                  | Ozioma Akagha | Nem szerepel                                                                             | ? | Nem szerepel | Nem szerepel                           |
| Lármás Shane                                   | Christopher Livingston | Nem szerepel                                                                             | ? | Nem szerepel | Nem szerepel                           |
| Lármás Shelby                                  | Kyrie McAlpin | Nem szerepel                                                                             | ? | Nem szerepel | Nem szerepel                           |
| Lármás Shiloh                                  | Bahia Watson | Nem szerepel                                                                             | Holló-Zsadányi Norman | Nem szerepel | Nem szerepel                           |
| A McBride család                               | |                                                                                          | | |                                        |
| Clyde McBride                                  | Caleel Harris (3x8a-ig) Andre Robinson (3x8b-től – 5x26b-ig) Jahzir Bruno (6x01a-tól – 6x15b-ig) Jaeden White (6x19a-töl) Juliano Valdi (ALC:9x13-tol) | Jahzir Bruno                                                                             | Berecz Kristóf Uwe Kovács András Bátor (1x09a, 1x16a, 1x19a, 1x20, 2x01)                                                                        | Berecz Kristóf Uwe                                                                                                | Berecz Kristóf Uwe                     |
| Howard McBride                                 | Michael McDonald | Justin Michael Stevenson (KALH) Stephen Guarino                                          | Fekete Zoltán Bodrogi Attila (4x11b – 4x12a) | Nem szerepel | Fekete Zoltán                          |
| Harold McBride                                 | Wayne Brady (6x11a-ig) Khary Payton (6x19a-tól) | Marcus Folmar (KALH) Ray Ford                                                            | Bodrogi Attila Fekete Zoltán (4x11b – 4x12a) | Nem szerepel | Bodrogi Attila                         |
| Gayle McBride                                  | Loretta Devine | Gail Everett-Smith                                                                       | ? | Nem szerepel | Halász Aranka                          |
| A Santiago/Casagrande család                   | |                                                                                          | | |                                        |
| Ronnie Anne Santiago                           | Breanna Yde (ALC:3.évadig) Izabella Alvarez (ALC:4.évadtól) | Nem szerepel                                                                             | Boldog Emese | Boldog Emese | Nem szerepel                           |
| Bobby Santiago                                 | Carlos PenaVega | Matt Van Smith (KALH) Damian Alonso                                                      | Ifj. Boldog Gábor Ágoston Péter (énekhang) | Ifj. Boldog Gábor                                                                                                 | Czető Ádám                             |
| Maria Casagrande-Santiago                      | Sumalee Montano | Nem szerepel                                                                             | Pupos Tímea (ALC:2x10b) Orosz Anna (ALC:2x13-tól)                                                                                               | Orosz Anna | Nem szerepel                           |
| Arturo Santiago                                | Eugenio Derbez Fabio Tassone (ALC:6x24a-tól) | Nem szerepel                                                                             | Szrna Krisztián (ALC:4x03a-tól) Rada Bálint (ALC:6x24a)                                                                                         | Szrna Krisztián (ACC:1x04a-ig) Seder Gábor (ACC:1x07-től)                                                         | Nem szerepel                           |
| Rosa Casagrande                                | Sonia Manzano | Nem szerepel                                                                             | Pásztor Erzsi (ALC:3.évadig) Bókai Mária (ALC:4.évadtól)                                                                                        | Szórádi Erika | Nem szerepel                           |
| Hector Casagrande                              | Ruben Garfias | Nem szerepel                                                                             | Petridisz Hrisztosz | Petridisz Hrisztosz                                                                                               | Nem szerepel                           |
| Carlos Casagrande                              | Carlos Alazraqui | Nem szerepel                                                                             | Fellegi Lénárd (ALC:2x13, 3x09b-től) Szabó Máté (ALC:3x05a)                                                                                     | Fellegi Lénárd | Nem szerepel                           |
| Sergio                                         | Carlos Alazraqui | Nem szerepel                                                                             | Szokol Péter | Szokol Péter | Nem szerepel                           |
| Frida Puga-Casagrande                          | Roxana Ortega | Nem szerepel                                                                             | Téglás Judit | Mohácsi Nóra | Nem szerepel                           |
| Carlota Casagrande                             | Alexa PenaVega | Nem szerepel                                                                             | Tamási Nikolett | Tamási Nikolett                                                                                                   | Nem szerepel                           |
| Carlos Jr. "C.J." Casagrande                   | Jared Kozak | Nem szerepel                                                                             | Straub Martin (ALC:2x13) Bogdán Gergő (ALC:3x05a-tól – ACC:1x20b-ig, 2x08-tól) Tóth Márk (ALC:3x16b) Baráth István (Maradj otthon! különkiadás) | Bogdán Gergő Penke Bence (ACC:1x08b-től – ACC:1x11a-ig) Berecz Kristóf Uwe (ACC:2x01-05) Tóth Csanád (ACC:3. évad | Nem szerepel                           |
| Carlino "Carl" Casagrande                      | Alex Cazares | Nem szerepel                                                                             | Bogdán Gergő (ALC:2x13) Pupos Tímea (ALC:3x05a-től – 3x09b-ig) Mayer Marcell (ALC:3x16b-tól – 3x21-ig) Sándor Barnabás (ALC:4.évadtól)          | Sándor Barnabás                                                                                                   | Nem szerepel                           |
| Carlitos Casagrande                            | Roxana Ortega (ALC:2x13 – ACC:1x05a-ig) Cristina Milizia (ACC:1x07-től) | Nem szerepel                                                                             | Pupos Tímea | Pupos Tímea | Nem szerepel                           |
| Lupe mama                                      | Angélica Aragón | Nem szerepel                                                                             | Nem szerepel | Bókai Mária | Nem szerepel                           |
| Paco                                           | Sergio Aragonés | Nem szerepel                                                                             | Nem szerepel | Kossuth Gábor (1x17a)                                                                                             | Nem szerepel                           |
| Danny Puga                                     | Danny Trejo | Nem szerepel                                                                             | Nem szerepel | Varga Rókus | Nem szerepel                           |
| A Chang család                                 | |                                                                                          | | |                                        |
| Sidney "Sid" Chang                             | Leah Mei Gold | Nem szerepel                                                                             | Kobela Kíra | Hermann Lilla | Nem szerepel                           |
| Adelaide Chang                                 | Lexi Sexton | Nem szerepel                                                                             | ? | Csifó Dorina | Nem szerepel                           |
| Stanley Chang                                  | Ken Jeong | Nem szerepel                                                                             | ? | Rada Bálint | Nem szerepel                           |
| Rebecca "Becca" Chang                          | Melissa Joan Hart | Nem szerepel                                                                             | Timkó Eszter | Andrádi Zsanett                                                                                                   | Nem szerepel                           |
| Royal Woods általános iskola                   | |                                                                                          | | |                                        |
| Wilbur T. Huggins                              | Stephen Tobolowsky | Nem szerepel                                                                             | Fehér Péter | Nem szerepel | Nem szerepel                           |
| Cheryl Ferrell                                 | Grey Griffin | Nem szerepel                                                                             | Grúber Zita(2x11a) ? (3x03b) Menszátor Magdolna (3x12a-től) Kocsis Mariann (3x15a)                                                              | Nem szerepel | Nem szerepel                           |
| Agnes Johnson                                  | Susanne Blakeslee | Nem szerepel                                                                             | Kis-Kovács Luca | Nem szerepel | Nem szerepel                           |
| Pacowski tanár úr                              | Jeff Bennett | Nem szerepel                                                                             | Albert Péter Turi Bálint (3x08a) Bácskai János (4x11a)                                                                                          | Nem szerepel | Nem szerepel                           |
| Norm                                           | Jeff Bennett | Nem szerepel                                                                             | ? | Nem szerepel | Nem szerepel                           |
| Patti nővér                                    | Lara Jill Miller | Nem szerepel                                                                             | Timkó Eszter | Nem szerepel | Nem szerepel                           |
| Ms. Shrinivas                                  | Angela Malhotra | Nem szerepel                                                                             | Madarász Éva | Nem szerepel | Nem szerepel                           |
| Ms. DiMartino                                  | Sirena Irwin | Nem szerepel                                                                             | ? | Nem szerepel | Nem szerepel                           |
| Miss Allegra                                   | Debi Derryberry | Nem szerepel                                                                             | ? | Nem szerepel | Nem szerepel                           |
| Haiku                                          | Georgie Kidder | Hannah Alltmont                                                                          | ? (2.évadig) Berkes Boglárka (3x07a) Nagy Blanka (3x24-től)                                                                                     | Nem szerepel | ?                                      |
| Rocky Spokes                                   | Ethan Mora | Nem szerepel                                                                             | Straub Martin | Nem szerepel | Nem szerepel                           |
| Darcy Hermandollar                             | Mariel Sheets | Nem szerepel                                                                             | ? | Nem szerepel | Nem szerepel                           |
| Sasha                                          | Marlow Barkley | Nem szerepel                                                                             | ? | Nem szerepel | Nem szerepel                           |
| Amir                                           | Parsa Montazeri | Nem szerepel                                                                             | ? | Nem szerepel | Nem szerepel                           |
| Meli Ramos                                     | Sabrina Fest | Nem szerepel                                                                             | ? | Nem szerepel | Nem szerepel                           |
| Royal Woods középiskola                        | |                                                                                          | | |                                        |
| Ramirez igazgatónő                             | Marisol Nichols | Susie Castillo                                                                           | Kokas Piroska | Nem szerepel | Bérces Gabriella                       |
| Meryl Ferrell                                  | Grey Griffin | Nem szerepel                                                                             | ? | Nem szerepel | Nem szerepel                           |
| Mr. Bolhofner                                  | James Arnold Taylor | Brian Thomas Smith                                                                       | Bolla Róbert (3.évad) Petridisz Hrisztosz (5x01-02, 5x09a-tól) Törköly Levente (5x04b)                                                          | Nem szerepel | Fellegi Lénárd                         |
| Ms. Pham                                       | Lauren Tom | Nem szerepel                                                                             | ? | Nem szerepel | Nem szerepel                           |
| Keck tanárnő                                   | Grey Griffin | Caroline Christopher                                                                     | ? | Nem szerepel | ?                                      |
| Mrs. Salter                                    | Nika Futterman | Nem szerepel                                                                             | ? | Nem szerepel | Nem szerepel                           |
| Mr. Budden                                     | Trevor Devall | Nem szerepel                                                                             | Elek Ferenc | Nem szerepel | Nem szerepel                           |
| Pat séf                                        | James Arnold Taylor (5x04a) Alex Cazares (5x23a-tól) | Nem szerepel                                                                             | Réti Szilvia | Nem szerepel | Nem szerepel                           |
| Liam Hunnicutt                                 | Lara Jill Miller | Gavin Maddox Bergman                                                                     | Nagy Gereben(1x08-töl – 7x04b-ig) Égner Milán (7x09b-től)                                                                                       | Nem szerepel | Holló-Zsadányi Norman                  |
| Rusty Spokes                                   | Wyatt Griswold (4.évadig) Owen Rivera-Babbey (5x01-töl – 5x14a-ig) Diego Alexander (5x16a-tól) | Nolan Maddox                                                                             | Bogdán Gergő Czető Ádám (1x10a) Nagy Gereben (1x26a)                                                                                            | Nem szerepel | Ács Balázs                             |
| Zach Gurdle                                    | Jessica DiCicco | Mateo Castel                                                                             | Tóth Márk | Nem szerepel | Rostás Ábel                            |
| Stella Zhau                                    | Haley Tju | Trinity Jo-Li Bliss                                                                      | Mayer Szonja (3x02a) Kiss Bernadett (3x15b) Szűcs Anna Viola (3x22a-től) Solecki Janka (4x18b, 4x20b) Stern Hanna (5x04b)                       | Nem szerepel | Prokópius Maja                         |
| Lány Jordan                                    | Catherine Taber | Nem szerepel                                                                             | Gyarmati Laura (2.évadig) Mezei Kitty (3.évadig) Szabó Zselyke (4x11a)                                                                          | Nem szerepel | Nem szerepel                           |
| Chandler McCann                                | Daniel DiVenere | Nem szerepel                                                                             | Gáll Dávid (3x20a) ? (1x20b, 4x23a, 5x01-től)                                                                                                   | Nem szerepel | Nem szerepel                           |
| Cici                                           | Lauren Tom | Nem szerepel                                                                             | ? | Nem szerepel | Nem szerepel                           |
| Byron                                          | Maile Flanagan | Nem szerepel                                                                             | ? | Nem szerepel | Nem szerepel                           |
| Margo Roberts                                  | Lara Jill Miller (2x02a) Brec Bassinger (3x23b-től) | Nem szerepel                                                                             | Földes Eszter (2x02a) Mayer Szonja (3x23b-től)                                                                                                  | Nem szerepel | Nem szerepel                           |
| Paula Price                                    | Cree Summer | Nem szerepel                                                                             | Molnár Ilona (3x06a) Gyarmati Laura (3x23b) ? (5x07a)                                                                                           | Nem szerepel | Nem szerepel                           |
| Kara                                           | Scarlett Estevez | Nem szerepel                                                                             | ? | Nem szerepel | Nem szerepel                           |
| Royal Woods gimnázium                          | |                                                                                          | | |                                        |
| Rivers igazgatónő                              | Mela Lee | Nem szerepel                                                                             | Bertalan Ágnes | Nem szerepel | Nem szerepel                           |
| Oliver                                         | Ogie Banks | Nem szerepel                                                                             | ? | Nem szerepel | Nem szerepel                           |
| Mrs. Vaporciyan                                | Kath Soucie | Nem szerepel                                                                             | Menszátor Magdolna | Nem szerepel | Nem szerepel                           |
| Kate Bernardo                                  | Grey Griffin | Nem szerepel                                                                             | Bajza Viktória (3.évad) Nádasi Veronika (5.évad)                                                                                                | Nem szerepel | Nem szerepel                           |
| Benjamin "Benny" Stein                         | Jessica DiCicco (2x12b) Sean Giambrone (3x25a-tól) | Nem szerepel                                                                             | Draskóczy Balázs | Nem szerepel | Nem szerepel                           |
| Sam Sharp                                      | Jill Talley (2x12b) Alyson Stoner (3x24b-től) | Zoë DuVall (KALH) Angelina Melodee Boris                                                 | Szabó Luca | Nem szerepel | Nagy Blanka                            |
| Mazzy                                          | Cristina Pucelli (2x12b) Ry Chase (4x16a-tól) | Nem szerepel                                                                             | ? | Nem szerepel | Nem szerepel                           |
| Sully                                          | A.J. Locascio | Nem szerepel                                                                             | ? | Nem szerepel | Nem szerepel                           |
| Joey                                           | Richard Steven Horvitz | Nem szerepel                                                                             | Kovács András Bátor (7x10a) | Nem szerepel | Nem szerepel                           |
| Jackie                                         | Romi Dames | Nem szerepel                                                                             | Mayer Szonja | Nem szerepel | Nem szerepel                           |
| Mandee                                         | Ariel Fournier | Nem szerepel                                                                             | Kobela Kíra | Nem szerepel | Nem szerepel                           |
| Royal Woods nyugdíjas otthon                   | |                                                                                          | | |                                        |
| Scoots                                         | Grey Griffin | Jill Jane Clements                                                                       | Réti Szilvia | Nem szerepel | Réti Szilvia                           |
| Seymour                                        | Rob Paulsen | Nem szerepel                                                                             | ? | Nem szerepel | Nem szerepel                           |
| Bernie                                         | Fred Tatasciore | Nem szerepel                                                                             | Fehér Péter | Nem szerepel | Nem szerepel                           |
| Sue                                            | Veronica Cartwright | Nem szerepel                                                                             | Halász Aranka | Nem szerepel | Nem szerepel                           |
| További mellékszereplők a Lármás családbol     | |                                                                                          | | |                                        |
| Phillip "Flip" Philipini                       | John DiMaggio | Kevin Chamberlin                                                                         | Gardi Tamás (ALC:1.évad, 2x22b) Kajtár Róbert (ALC:2.évadtól) Fehér Péter (ALC:2x21b, 2x26a)                                                    | Hegedűs Miklós (ACC:1x19)                                                                                         | Bácskai János                          |
| Bud Grouse                                     | John DiMaggio | Peter Breitmayer                                                                         | Gardi Tamás | Nem szerepel | Seszták Szabolcs                       |
| Chester "Benga" Monk                           | John DiMaggio | Nem szerepel                                                                             | Fehérváry Márton (1x12a) Bácskai János (3x03a) Törköly Levente (5x06b)                                                                          | Nem szerepel | Nem szerepel                           |
| Patchy Drizzle                                 | John DiMaggio | Nem szerepel                                                                             | Karsai István | Nem szerepel | Nem szerepel                           |
| Katherine Mulligan                             | Catherine Taber | Catherine Taber                                                                          | Pupos Tímea (1x21-ig) ? (1x24-től) | Nem szerepel | Incze Ildikó                           |
| Mick Begörcs                                   | Jeff Bennett | Jeff Bennett                                                                             | Joó Gábor (1.évad) ? (3x17) Bogdán Gergő (4x17b)                                                                                                | Nem szerepel | Bergendi Áron                          |
| Hunter Spector                                 | Brian Stepanek | Nem szerepel                                                                             | Horváth-Töreki Gergely (2.évadig) Czető Roland (3.évadtól)                                                                                      | Nem szerepel | Nem szerepel                           |
| Kotaro                                         | Phil LaMarr | Nem szerepel                                                                             | ? | Nem szerepel | Nem szerepel                           |
| Rodney Spokes                                  | Richard Steven Horvitz | Nem szerepel                                                                             | ? (2x15a) ? (4x12a) Karácsonyi Zoltán (5.évadtól)                                                                                               | Nem szerepel | Nem szerepel                           |
| Grant                                          | Grant Palmer | Nem szerepel                                                                             | ? (2x26a) Penke Bence (3x23b) Czető Ádám (4x06b-től)                                                                                            | Nem szerepel | Nem szerepel                           |
| Niblick tanár úr                               | Daran Norris | Nem szerepel                                                                             | Pál Tamás | Nem szerepel | Nem szerepel                           |
| Carol Pingrey                                  | Ashlyn Madden | Nem szerepel                                                                             | Szabó Luca | Nem szerepel | Nem szerepel                           |
| Becky                                          | Lara Jill Miller | Nem szerepel                                                                             | Tamási Nikolett | Nem szerepel | Nem szerepel                           |
| Ms. Carmichael                                 | Kari Wahlgren | Nem szerepel                                                                             | Téglás Judit (3x11b) Menszátor Magdolna (3x14b, 4x22a) Bókai Mária (4x10b) Bessenyei Emma (5x03a)                                               | Nem szerepel | Nem szerepel                           |
| Fiona                                          | Alex Ryan | Nem szerepel                                                                             | Szűcs Anna Viola (3-6. évad) Dögei Éva (7x14a)                                                                                                  | Nem szerepel | Nem szerepel                           |
| Miguel                                         | Tonatiuh Elizarraraz | Nem szerepel                                                                             | Baradlay Viktor (3x19a) Tóth Márk (4.évadtól)                                                                                                   | Nem szerepel | Nem szerepel                           |
| Tetherby                                       | Alan Ruck | Nem szerepel                                                                             | Bácskai János | Nem szerepel | Nem szerepel                           |
| Tabby                                          | Pamela Adlon | Nem szerepel                                                                             | Gyarmati Laura | Nem szerepel | Nem szerepel                           |
| Kuncugi                                        | Amanda McCann | Nem szerepel                                                                             | Kiss Bernadett | Nem szerepel | Nem szerepel                           |
| Polly Pain                                     | Georgie Kidder | Nem szerepel                                                                             | ? | Nem szerepel | Nem szerepel                           |
| Lármás Loki                                    | Seth Green | Nem szerepel                                                                             | Czető Roland | Nem szerepel | Nem szerepel                           |
| Lármás Loni                                    | Sean Artin | Nem szerepel                                                                             | Baráth István | Nem szerepel | Nem szerepel                           |
| Lármás Luke                                    | Greg Cipes | Nem szerepel                                                                             | Penke Bence | Nem szerepel | Nem szerepel                           |
| Lármás Lane                                    | Rob Paulsen | Nem szerepel                                                                             | Berkes Bence | Nem szerepel | Nem szerepel                           |
| Ifjább. Lármás Lynn (fiú)                      | Jessica DiCicco | Nem szerepel                                                                             | Nagy Gereben | Nem szerepel | Nem szerepel                           |
| Lármás Lars                                    | Jessica DiCicco | Nem szerepel                                                                             | Gacsal Ádám | Nem szerepel | Nem szerepel                           |
| Lármás Leif                                    | Grey Griffin | Nem szerepel                                                                             | Straub Norbert | Nem szerepel | Nem szerepel                           |
| Lármás Lexx                                    | Grey Griffin | Nem szerepel                                                                             | Straub Martin | Nem szerepel | Nem szerepel                           |
| Lármás Leon                                    | Grey Griffin | Nem szerepel                                                                             | ? | Nem szerepel | Nem szerepel                           |
| Lármás Levi                                    | Lara Jill Miller | Nem szerepel                                                                             | Bogdán Gergő | Nem szerepel | Nem szerepel                           |
| Hugh                                           | Matt Kirshen | Nem szerepel                                                                             | Magyar Bálint | Nem szerepel | Nem szerepel                           |
| Jancey Yates                                   | Maureen McCormick | Nem szerepel                                                                             | Hámori Eszter | Nem szerepel | Nem szerepel                           |
| Idősebb. Bumper Yates                          | Barry Williams | Nem szerepel                                                                             | Kassai Károly | Nem szerepel | Nem szerepel                           |
| Kirk Fogg                                      | Kirk Fogg | Nem szerepel                                                                             | ? | Nem szerepel | Nem szerepel                           |
| Steak Stankco                                  | Jace Norman | Nem szerepel                                                                             | Bogdán Gergő | Nem szerepel | Nem szerepel                           |
| Stan Stankco                                   | Cooper Barnes | Nem szerepel                                                                             | Petridisz Hrisztosz | Nem szerepel | Nem szerepel                           |
| Rip Vadon / Markos Márk                        | Bert Kreischer | Brian Patrick Wade (KALH) Miles Burris                                                   | Horváth-Töreki Gergely | Nem szerepel | Renácz Zoltán                          |
| Bobbie Fletcher                                | Karsyn Elledge | Nem szerepel                                                                             | ? (2x26a) Boldog Emese (4x23a) | Nem szerepel | Nem szerepel                           |
| Timothy McCole                                 | Bill Mumy | Nem szerepel                                                                             | Bor László | Nem szerepel | Nem szerepel                           |
| Blake Bradley / Tristan                        | Jack Griffo | Nem szerepel                                                                             | Czető Roland | Nem szerepel | Nem szerepel                           |
| Doug                                           | Doug Rockwell | Nem szerepel                                                                             | Czető Roland | Nem szerepel | Nem szerepel                           |
| Michelle                                       | Rachel Butera Michelle Lewis (énekhang) | Nem szerepel                                                                             | Czető Zsanett | Nem szerepel | Nem szerepel                           |
| Theresa Davis                                  | Yvette Nicole Brown | Nem szerepel                                                                             | Koncz-Kiss Anikó | Nem szerepel | Nem szerepel                           |
| Marc Summers                                   | Marc Summers | Nem szerepel                                                                             | Juhász Zoltán | Nem szerepel | Nem szerepel                           |
| Vic McGillicuddy                               | JP Karliak | Nem szerepel                                                                             | Péter Richárd | Nem szerepel | Nem szerepel                           |
| Gavin                                          | Chris Naoki Lee | Nem szerepel                                                                             | Pálmai Szabolcs | Nem szerepel | Nem szerepel                           |
| Freddy Fungo                                   | Frank Collison | Nem szerepel                                                                             | Forgács Gábor | Nem szerepel | Nem szerepel                           |
| Lármás család mozifilm szereplők               | |                                                                                          | | |                                        |
| Angus                                          | David Tennant | Nem szerepel                                                                             | Miller Zoltán | Nem szerepel | Nem szerepel                           |
| Morag                                          | Michelle Gomez | Nem szerepel                                                                             | Peller Anna | Nem szerepel | Nem szerepel                           |
| Lármás Lucille                                 | Katy Townsend | Nem szerepel                                                                             | Nagy Blanka | Nem szerepel | Nem szerepel                           |
| Scott                                          | Billy Boyd | Nem szerepel                                                                             | Nagy Gereben | Nem szerepel | Nem szerepel                           |
| Rufus Dufus                                    | Dan Fogler | Nem szerepel                                                                             | Pálfai Péter | Nem szerepel | Nem szerepel                           |
| Fifi Dufus                                     | Amy Sedaris | Nem szerepel                                                                             | Náray Erika | Nem szerepel | Nem szerepel                           |
| Vasököl                                        | Paul Wight | Nem szerepel                                                                             | Törköly Levente | Nem szerepel | Nem szerepel                           |
| X ügynök                                       | Sarah Niles | Nem szerepel                                                                             | Koncz-Kiss Anikó | Nem szerepel | Nem szerepel                           |
| Flop Phillipini                                | John DiMaggio | Nem szerepel                                                                             | Kajtár Róbert | Nem szerepel | Nem szerepel                           |
| Élőszereplős szereplők                         | |                                                                                          | | |                                        |
| Charlie Uggo                                   | Nem szerepel | Bella Blanding                                                                           | Nem szerepel | Nem szerepel | ?                                      |
| Zia                                            | Nem szerepel | Sanjana Rajagopalan                                                                      | Nem szerepel | Nem szerepel | Schmidt Karolina                       |
| Ro-Bro                                         | Nem szerepel | Jack Griffo                                                                              | Nem szerepel | Nem szerepel | Moser Károly                           |
| Wellington rendőrtiszt                         | Nem szerepel | Keeshan Giles és Aaron Rogers                                                            | Nem szerepel | Nem szerepel | Kis Horváth Zoltán                     |
| Dr. Simmons                                    | Nem szerepel | Brian George                                                                             | Nem szerepel | Nem szerepel | Kassai Károly                          |
| Joan Shivers                                   | Nem szerepel | Vicki Lawrence                                                                           | Nem szerepel | Nem szerepel | Kovács Nóra                            |
| Mr. Rickshaw                                   | Nem szerepel | Phill Lewis                                                                              | Nem szerepel | Nem szerepel | Szrna Krisztián                        |
| Chase                                          | Nem szerepel | Ricardo Hurtado                                                                          | Nem szerepel | Nem szerepel | Pál Dániel Máté                        |
| AJ Squaredaway                                 | Nem szerepel | Brian Anderson                                                                           | Nem szerepel | Nem szerepel | Pálmai Szabolcs                        |
| Walter Philipini                               | Nem szerepel | Stephen Tobolowsky                                                                       | Nem szerepel | Nem szerepel | Tarján Péter                           |
| A Casagrande lakás lakói                       | |                                                                                          | | |                                        |
| Mr. Nakamura                                   | Bruce Locke | Nem szerepel                                                                             | Gardi Tamás | Király Adrián | Nem szerepel                           |
| Cory Nakamura                                  | Eric Bauza | Nem szerepel                                                                             | Bor László | Bor László | Nem szerepel                           |
| Miranda                                        | Cristina Pucelli | Nem szerepel                                                                             | ? | Andrádi Zsanett                                                                                                   | Nem szerepel                           |
| Georgia                                        | Shondalia White | Nem szerepel                                                                             | ? | Csuha Borbála | Nem szerepel                           |
| Mrs. Flores                                    | Michelle C. Bonilla | Nem szerepel                                                                             | ? | Laurinyecz Réka                                                                                                   | Nem szerepel                           |
| Alexis Flores                                  | Nika Futterman (ALC:4x02b-től – ACC:1x20a-ig) Diego Olmeda (ACC:2x10a-tól) | Nem szerepel                                                                             | Maszlag Bálint | Maszlag Bálint | Nem szerepel                           |
| Mrs. Kernicky                                  | Lauri Fraser | Nem szerepel                                                                             | Réti Szilvia | ? | Nem szerepel                           |
| Great Lakes Cesar Chavez akadémia              | |                                                                                          | | |                                        |
| Valenzuela igazgatónő                          | Carolina Ravassa | Nem szerepel                                                                             | Nem szerepel | ? | Nem szerepel                           |
| Gina Galiano                                   | Elizabeth Bond | Nem szerepel                                                                             | Nem szerepel | ? | Nem szerepel                           |
| Crawford edző                                  | Jonathan Banks | Nem szerepel                                                                             | Nem szerepel | Bartók László | Nem szerepel                           |
| Sameer                                         | Makana Say (ALC:3x05a – ACC:1x15b-ig) Nour Jude Assaf (ACC:1x18b-től – 2x09a-ig) Jacob Mattathiparambil Lukose (ACC:2x17b-töl) | Nem szerepel                                                                             | Berkes Boglárka (ALC:3x05a) | ? (ACC:1x03a) Berkes Bence (ACC:1x07-től – 1x15b-ig, 2x02a-tól) Penke Bence (ACC:1x18b)                           | Nem szerepel                           |
| Casey                                          | Christian Simon (ALC:3x05a-tól – ACC:2x09a-ig) Jay Hatton (ACC:2x17b-töl) | Nem szerepel                                                                             | Szabó Luca (ALC:3x05a) | Károlyi Lili (ACC:1x07-től – 1x10a-ig) Kelemen Noel (ACC:1x15b-től)                                               | Nem szerepel                           |
| Nikki                                          | Natalie Coughlin | Nem szerepel                                                                             | Gulás Fanni (ALC:3x05a) Nemes Takách Kata (Maradj otthon! különkiadás)                                                                          | Gyarmati Laura (ACC:1x07-től – 1x10a-ig) Magyar Viktória (ACC:1x15b-től)                                          | Nem szerepel                           |
| Laird                                          | Sean Kenin | Nem szerepel                                                                             | Nem szerepel | Gáll Dávid ? (Maradj otthon! különkiadás)                                                                         | Nem szerepel                           |
| Becky                                          | Abby Trott | Nem szerepel                                                                             | Nem szerepel | Csifó Dorina (1x02a, 1x15b-től) Dögei Éva (1x10a)                                                                 | Nem szerepel                           |
| További mellékszereplők a Casagrande családbol | |                                                                                          | | |                                        |
| Vito Filliponio                                | Carlos Alazraqui | Nem szerepel                                                                             | ? (ALC:4.évadig) Törköly Levente (ALC:5x05) | Csuha Lajos | Nem szerepel                           |
| Par                                            | Sunil Malhotra | Nem szerepel                                                                             | Bor László | ? (ACC:1x05b) Baráth István (ACC:1x08a-tól)                                                                       | Nem szerepel                           |
| Maybelle                                       | Telma Hopkins | Nem szerepel                                                                             | Menszátor Magdolna | Turóczi Izabella                                                                                                  | Nem szerepel                           |
| Mr. Scully                                     | Phil LaMarr | Nem szerepel                                                                             | Bácskai János | ? | Nem szerepel                           |
| Margarita                                      | Krizia Bajos | Nem szerepel                                                                             | Timkó Eszter | ? (ACC:1x01b) Dögei Éva (ACC:1x09b-től)                                                                           | Nem szerepel                           |
| Bruno                                          | Eric Bauza | Nem szerepel                                                                             | Bácskai János | Hegedüs Miklós (ACC:1x01b) Bor László (ACC:1x09b) Kapácsy Miklós (ACC:1x20b-től)                                  | Nem szerepel                           |
| Yoon Kwan                                      | Eric Nam (ALC:4x04b) Justin Chon (ACC:2x04b) | Nem szerepel                                                                             | Eredeti hang | Renácz Zoltán | Nem szerepel                           |
| Romeo                                          | Wilson Cruz | Nem szerepel                                                                             | Nem szerepel | Renácz Zoltán | Nem szerepel                           |
| Ernesto Estrella                               | George Lopez | Nem szerepel                                                                             | Nem szerepel | Renácz Zoltán | Nem szerepel                           |
| Alisa Barela                                   | Ally Brooke | Nem szerepel                                                                             | Nem szerepel | Csuha Borbála | Nem szerepel                           |
| Mr. Hong                                       | Daniel Dae Kim | Nem szerepel                                                                             | Nem szerepel | Moser Károly (1x18a) Rada Bálint (2x03a)                                                                          | Nem szerepel                           |
| Artemio Alcaraz                                | Jonny Cruz | Nem szerepel                                                                             | Nem szerepel | Bodrogi Attila | Nem szerepel                           |
| Lucha Libre kommentátor                        | Jorge Gutierrez | Nem szerepel                                                                             | Törköly Levente | Bodrogi Attila | Nem szerepel                           |
| Casagrande család mozifilm szereplők           | |                                                                                          | | |                                        |
| Punguari / Shara                               | Paulina Chávez | Nem szerepel                                                                             | Nem szerepel | Engel-Iván Lili                                                                                                   | Nem szerepel                           |
| Sisiki                                         | Kate del Castillo | Nem szerepel                                                                             | Nem szerepel | Solecki Janka | Nem szerepel                           |
| Chipiri                                        | Cristo Fernández | Nem szerepel                                                                             | Nem szerepel | Juhász Zoltán | Nem szerepel                           |
| Don Tacho                                      | Carlos Alazraqui | Nem szerepel                                                                             | Nem szerepel | Bartók László | Nem szerepel                           |

- ALC – A Lármás család rövidítve
- ACC – A Casagrande család rövidítve
- KALH – Karácsony a Lármás házban rövidítve
- EILH – Egy igazi Lármás Halloween rövidítve